# Schout

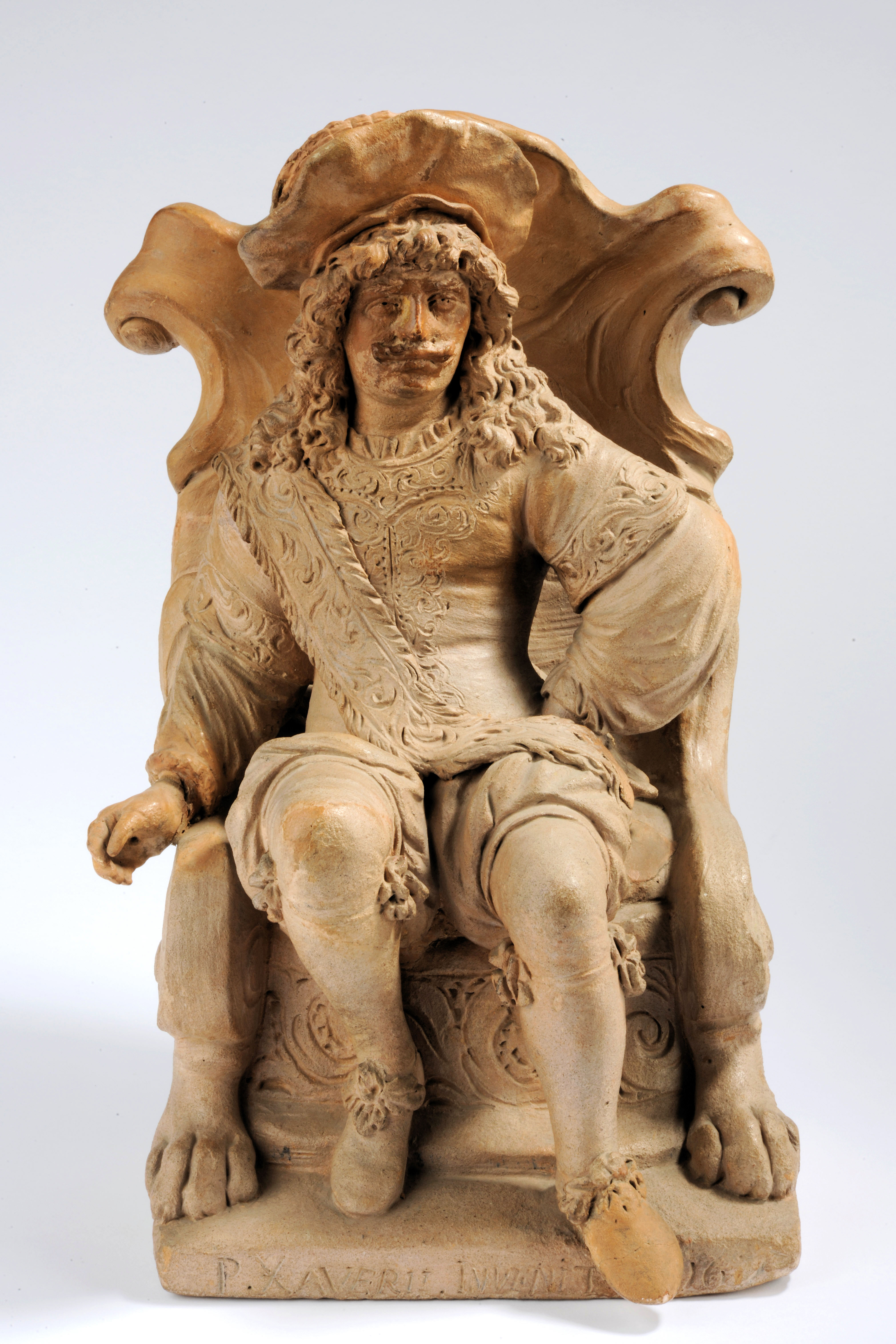
'De schout', gemaakt door Pieter Xavery in 1673 voor de vierschaar in Leiden

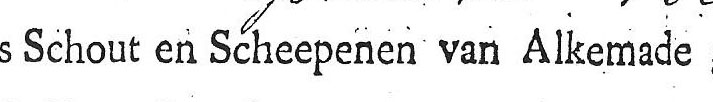
"Schout en Scheepenen van Alkemade" in een trouwformulier uit Alkemade van 1806.

De schout (ook schult, schulte, scholtis, gelatiniseerd tot scultetus) was een ambtenaar belast met bestuurlijke en gerechtelijke taken en het handhaven van de openbare orde. Zijn taken varieerden naar tijd en plaats.

## Etymologie
Het woord schout komt voort uit het Middelnederlandse scouthete, dat op zijn beurt afkomstig is van het Oudnederfrankische skolthēti, uit Oergermaans *skuldi-haitijō "schuld-heter". Het woord betekent eigenlijk hij die het bevel geeft tot het verlenen van verplichte diensten, dus samengesteld uit schuld + heten in de zin van gebieden.

## Geschiedenis
De functie van schout bestond in de Lage Landen vanaf de hoge middeleeuwen. De precieze invulling kon variëren en was bijvoorbeeld in steden anders dan in dorpen. Steden waren min of meer zelfstandig in het aanstellen van bestuurders. In de regel werd een schout aangesteld als hoofd van het justitieel apparaat. Hij was openbaar aanklager, hoofd van het opsporingsapparaat en zat het gerecht voor (de vierschaar).
Dorpen maakten doorgaans deel uit van een heerlijkheid. De heer van het dorp bemoeide zich vaak niet met de dagelijkse gang van zaken en benoemde een schout om in zijn naam te handelen. Deze kreeg, naast de justitiële taken als openbaar aanklager en hoofd van het opsporingsapparaat, ook een bestuurlijke verantwoordelijkheid. De schout werd aangesteld als hoofd van de schepenbank. In die functie was hij niet alleen voorzitter bij rechtszittingen, maar ook bij bestuurlijke vergaderingen. Het kwam voor dat één persoon benoemd werd tot schout in meerdere (kleine) heerlijkheden terzelfder tijd.
In een boerenambacht werd de schout ook wel huisman (huesmann) genoemd en was hij een niet-horig bezitter van een vrij overerfbare hoeve.

### De Noordelijke Nederlanden
Na de Vrede van Münster bleef in de Noordelijke Nederlanden de oude bestuursstructuur en daarmee de functie van de schout behouden. Het enige verschil was de eis dat een schout belijdend lid moest zijn van de Nederduitse Gereformeerde Kerk. Vanaf de 17e eeuw werd voor deze functie ook wel de naam drossaard of officier gebruikt. De functie veranderde tijdens de Franse tijd. De schepenbanken werden opgeheven. De rechterlijke macht werd voortaan door de landelijke overheid geregeld. De bestuurlijke taken werden overgedragen aan nieuw gevormde gemeenten met aan het hoofd vanaf 1811 een "maire" (meier). Na de Franse tijd werd de naam van deze functionaris enkele malen gewijzigd: in 1814 in burgemeester, in 1817 in schout en in 1825 definitief (per koninklijk besluit) naar burgemeester.

### De Zuidelijke Nederlanden
De voornaamste vertegenwoordiger van de vorst, in elk van de provincies (graafschap Vlaanderen, hertogdom Brabant enz.) was de hoogbaljuw.
Onder hem had hij meerdere schouten die voor een bepaald gebied als voogdijoverheid en vertegenwoordiger van het centrale gezag optraden.
De schout was een ambtenaar in dienst van de vorst en door hem bezoldigd. Hij had in hoofdzaak de voogdij over de politiebevoegdheid van de gemeentelijke overheid en moest er op toezien dat de vorstelijke verordeningen niet overtreden werden.
Vaak benoemde de vorst in deze functie lokale personaliteiten die hun sporen hadden verdiend als burgemeester of schepen. Ze waren wel verondersteld afstand te nemen van het lokale bestuur waar ze toe hadden behoord en zich onafhankelijk op te stellen, uitsluitend in dienst van de vorst en desgevallend de door hem benoemde landvoogd.

## Nieuw-Amsterdam
Het ambt werd door de Nederlandse kolonisten ingevoerd in Nieuw-Amsterdam in Nieuw-Nederland. De eerste schout aldaar was Cornelis van Tienhoven.

## Elders
In de Angelsaksische wereld werd en wordt de schout sheriff genoemd. In het Zwitserse kanton Luzern is de Schultheiss voorzitter van de regeringsraad. In Duitsland was de schout vaak een uit de ridderlijke stand afkomstige (laag adellijke) entrepreneur (ondernemer) die de functie erfelijk maakte. Dikwijls speelde hierbij het bezit van een overerfbare hoeve (erbhof) een belangrijke rol.